# Перемога (Бахмацька міська громада)
Перемога (до 1926 року — Петрівське) — селище в Україні, у Бахмацькій міській громаді Ніжинського району Чернігівської області.

## Історія
Селище засноване у 1700 році під назвою Петрівське.
У 1926 році селище Петрівське отримало сучасну назву —  Перемога.
12 червня 2020 року, відповідно до розпорядження Кабінету Міністрів України № 730-р «Про визначення адміністративних центрів та затвердження територій територіальних громад Чернігівської області», Красилівська сільська рада увійшла до складу  Бахмацької міської громади.
19 липня 2020 року, в результаті адміністративно-територіальної реформи та ліквідації Бахмацького району, селище увійшло до складу Ніжинського району.